# 永井頴雄
永井 頴雄（ながい ひずお、1860年（万延元年3月） - 1908年（明治41年）5月29日）は、日本の政治家、衆議院議員（1期）。

## 経歴
備後国甲奴郡本郷村（のち広島県双三郡甲奴村を経て甲奴町、現・三次市）生まれ。広島県会議員となる。
1892年の第2回衆議院議員総選挙において広島9区から自由党公認で立候補したが落選。1894年3月の第3回衆議院議員総選挙に再び立候補したが次点で落選。同年9月の第4回衆議院議員総選挙で当選した。衆議院議員を1期務め、1898年の第5回衆議院議員総選挙は不出馬。1908年に死去した。